# 毛鳞菊
毛鳞菊（学名：Melanoseris beesiana）也称紫毛毛鳞菊，是菊科毛鳞菊属的植物，是中国的特有植物。分布在中国大陆的云南、西藏、四川等地，生长于海拔3,100米至3,640米的地区，常生长在荒地、山坡林下及农田中，目前尚未由人工引种栽培。